# William Accambray
William Accambray (Cannes, 8 april 1988) is een Frans handballer en speel momenteel Paris Saint-Germain Handball. Hij werd in 2011 wereldkampioen met de Franse ploeg. In 2012 won hij met Frankrijk goud in het mannentoernooi op de Olympische Zomerspelen.

## Erelijst

### MetMontpellier HB
| Nationaal      |    |                                    |
| Frans kampioen | 6x | 2006, 2008, 2009, 2010, 2011, 2012 |
| Franse beker   | 6x | 2006, 2008, 2009, 2010, 2012, 2013 |

### Met Frankrijk
| Mondiaal          |    |        |
| Olympische Spelen | 1x | (2012) |
| WK handbal        | 1x | (2011) |

2. Jérôme Fernandez ·
3. Didier Dinart ·
4. Xavier Barachet ·
5. Guillaume Gille ·
6. Bertrand Gille ·
8. Daniel Narcisse ·
9. Guillaume Joli ·
11. Samuel Honrubia ·
12. Daouda Karaboué ·
13. Nikola Karabatić ·
16. Thierry Omeyer ·
18. William Accambray ·
19. Luc Abalo ·
20. Cédric Sorhaindo ·
21. Michaël Guigou ·
Coach: Claude Onesta
1. Cyril Dumoulin ·
2. Jérôme Fernandez ·
4. Xavier Barachet ·
7. Igor Anić ·
8. Daniel Narcisse ·
9. Guillaume Joli ·
10. Alix Nyokas ·
11. Samuel Honrubia ·
13. Nikola Karabatić ·
14. Kentin Mahé ·
15. Mathieu Grébille ·
16. Thierry Omeyer ·
18. William Accambray ·
20. Cédric Sorhaindo ·
21. Michaël Guigou ·
22. Luka Karabatić ·
28. Valentin Porte ·
Coach: Claude Onesta